# Guaza de Campos
Guaza de Campos és un municipi de la província de Palència a la comunitat autònoma de Castella i Lleó (Espanya). Limita al nord amb Boadilla de Rioseco, a l'est amb Mazuecos de Valdeginate, Frechilla i Autillo de Campos, al sud amb Villarramiel i a l'oest amb Herrín de Campos (Valladolid).

## Demografia
| 1991 | 1996 | 2001 | 2004 |
| ---- | ---- | ---- | ---- |
| 111  | 85   | 73   | 68   |